# Château du Roure
Le château du Roure est un château situé à Prévenchères, en Lozère, en France.

## Description
Dominant les gorges du Chassezac, le château du Roure est composé d'un donjon carré datant du XIe siècle ainsi que de deux ailes, le tout formant un U. 

## Historique
L'édifice est classé au titre des monuments historiques en 1975.
C'est aussi un site naturel classé depuis 1945.
La partie la plus ancienne serait le donjon qui a été construit en 1053. Les bâtiments annexes furent rénovés au XVe siècle.
Le château qui a été construit par la famille du Roure, est toujours resté dans cette famille même si la branche du Roure s'est éteinte en 1923 avec la mort de Marguerite Auguste Beauvoir de Grimoard du Roure, mariée au comte de Chevry.
En 987, le Seigneur de Beauvoir en Gévaudant épouse Gertrude du Roure et y construit une première place forte qui a complètement disparue. il faut attendre 1052 pour que son arrière petit-fils construise le donjon qui existe aujourd'hui. 
En 1042, Guillaume du Roure épouse Alix de la Garde. Celle-ci appartient à la famille des Chevaliers Pariés de la Garde Guérin. 

### Liste des propriétaires du Roure
1- X de Beuvoir en Gévaudan épouse Gertrude du Roure en 987
2- X de Beauvoir du Roure, Seigneur de Montbel épouse Hermensinde de Narbonne en 1008
3- Aymeric de Beauvoir du Roure, Seigneur de Randon épouse Dragonette de Randon
4- Guillaume de Beauvoir du Roure épouse Alix de la Garde en 1042
5- Guigon de Beauvoir du Roure épouse Jeanne de Chateauneuf en 1092
6- Pierre de Beauvoir du Roure épouse Antoinette d'Alègre en 1122
7- Raymond de B. du Roure épouse Jeanne d'Auduze en 1154
8- Hugues de B. du Roure épouse en 1196 Catherine de Joyeuse
9- Guigon, Baron du Roure, Seigneur de Beauvoir épouse Sybille de Latour d'Olièrgues en 1236
10- Maurice de Beauvoir du Roure épouse en 1280 Aigline de Naves
11- Guillaume de B. du Roure épouse Amphélise de Sabran en 1305
12- Maurice de Beauvoir du Roure épouse en 1332 Aymarde de Poitier
13- Armand de B. du Roure épouse en 1369 Antoinette de Villates
14- Guillaume de B. du Roure épouse en 1392 S. de Beaumont
15- Guy de B. du Roure épouse en 1438 Antoinette de Gardies
16- Guillaume de B. du Roure épouse en 1472 Urbaine de Grimoard, nièce du Bienheureux Pape Urbain V. Très lié à Henri de Navarre, il ouvre les portes de Paris à celui qui deviendra Henri IV. 
17- Claude de B. du Roure épouse en 1520 Florette de Porcelet
18- Antoine de Grimoard de Beauvoir du Roure, marquis de Grizac par brevet de Charles IX épouse en 1556 Claudine de la Fare-Montelar
19- Jacques de Grimoard de Beauvoir du Roure, marquis de Grizac épouse en 1637 Jacqueline de Montlan
20- Scipionde Grimoard de Beauvoir du Roure épouse en 1639 Grésinde de Beaudon
21- Pierre-Louis Scipion de Grimoard de Beauvoir, Comte du Roure, Marquis de Grizac épouse en 1666 Marie d'Artigny 
22- Louis-Scipion de Grimoard de Beauvoir, Marquis du Roure et de Grizac épouse en 1688 Victoire Caumont La force
23- Louis-Claude de Grimoard de Beauvoir, Marquis du Roure et de Grizac épouse en 1721 Victoire de Gontaut-Biron
24- Denis-Auguste de Grimoard de Beauvoir, Marquis du Roure et de Grizac épouse en 1759 Francoise de Baglion
25- Denise du Roure épouse en 1782 son cousin Nicolas de Beauvoir du Roure, Comte de Beaumont descendant de Guillaume de Beauvoir du Roure et de S. de Beaumont. Il meurt en 1838. 
26- Auguste Francois Louis Scipions Marquis du Roure, officier des gardes du roi épouse Félicité de Juigné, dame d'honneur de la reine en 1806
27-  Urbaine du Roure épouse Scipion du Roure
28- Marguerite du Roure épouse le Comte de Chevry avant de mourir en 1923
29-Claire de Chevry (1859-1945) épouse le Comte de Pélissier
30- Paule Marie Josèphe Urbaine Henriette de Pélissier épouse Léonel Mouchet de Battefort de Laubespin en 1919
31- Jean-Francois dit "Renaud" Mouchet de Battefort de Laubespin épouse Arlette  Marie Philomène de GARNIER DES GARETS
32- Claire Mouchet de Battefort de Laubespin épouse Bernard Boulard de Gatellier. 